# Carmésia
Carmésia là một đô thị thuộc bang Minas Gerais, Brasil. Đô thị này có diện tích 258,533 km², dân số năm 2007 là 2550 người, mật độ 8,7 người/km².